# Сан-Мамеде (Лісабон)
Сан-Мамеде (порт. São Mamede; МФА: [ˈsɐ̃w mɐ.ˈme.dɨ]) — парафія в Португалії, у муніципалітеті Лісабон. Розташована в західній частині країни, на теренах історичної португальської провінції Ештремадура. Входить до складу округу Лісабон. За адміністративним поділом, чинним до 1976 року, терени парафії були складовою провінції Ештремадура. Належить до Лісабонського патріархату Католицької церкви. Патрон — святий Мамант. Площа — 0,6148 км². Населення — 5420 ос. (2011). Сильно урбанізований регіон. Густота населення — 8815,88 осіб/км²
. Код — 110646.

## Географія

Райони Лісабона
Зони Лісабона

## Населення
| Кількість мешканців | Кількість мешканців | Кількість мешканців | Кількість мешканців | Кількість мешканців | Кількість мешканців | Кількість мешканців | Кількість мешканців | Кількість мешканців | Кількість мешканців | Кількість мешканців | Кількість мешканців | Кількість мешканців | Кількість мешканців | Кількість мешканців |
| ------------------- | ------------------- | ------------------- | ------------------- | ------------------- | ------------------- | ------------------- | ------------------- | ------------------- | ------------------- | ------------------- | ------------------- | ------------------- | ------------------- | ------------------- |
| 1864                | 1878                | 1890                | 1900                | 1911                | 1920                | 1930                | 1940                | 1950                | 1960                | 1970                | 1981                | 1991                | 2001                | 2011                |
| 4 729               | 6 816               | 8 023               | 8 073               | 8 594               | 8 207               | 9 204               | 14 875              | 17 100              | 13 888              | 10 285              | 10 268              | 7 072               | 6 004               | 5 420               |